# Hybride auto

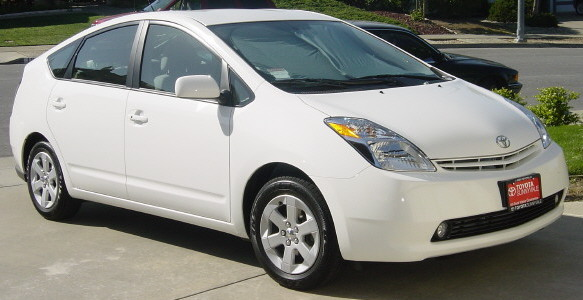
De Toyota Prius, de eerste hybride serie-auto

Een hybride auto (of hybrideauto) is een auto die een combinatie van verschillende technieken gebruikt ter aandrijving.
Een hybride voertuig is volgens de definitie van de Verenigde Naties een voertuig waarin ten minste twee energie-omzetters en twee energieopslagsystemen zijn om het voertuig aan te drijven.

## Geschiedenis
Ferdinand Porsche was de uitvinder van de hybride auto.
In 1899 werd de Lohner Porsche ontwikkeld, bedacht door Ferdinand Porsche in het dienstverband voor Ludwig Lohner. In België werd door Henri Pieper in 1909 een vrij geavanceerde auto op de markt gezet die qua werking vergelijkbaar is met hedendaagse hybride auto's.

## Werking
Hoewel het elke combinatie van twee verschillende typen motoren kan zijn, wordt meestal een auto bedoeld die behalve door een verbrandingsmotor wordt aangedreven door een elektromotor en een accu van aanzienlijke capaciteit. De accu wordt onder het rijden opgeladen door een generator die wordt aangedreven door de verbrandingsmotor.
Een alternatieve combinatie is de hydraulisch-hybride aandrijving.
Door de bufferende werking van de accu die energieoverschotten op kan slaan en bij kan springen bij vermogenstekort, kan de motor lopen met een optimaal toerental en rendement en met optimale uitstootwaarden voor milieuvervuilende stoffen.
De hybride auto werd in 1997 breder beschikbaar toen Toyota de Prius uitbracht gevolgd door de Honda Insight in 1999. Door de hogere olieprijzen steeg de verkoop van de hybride auto sterk in de jaren 2000. Wereldwijd waren er 1 miljoen hybride auto's verkocht door Toyota in 2007; in 2009 waren dit er 2 miljoen.

## Werkingswijzen of modes

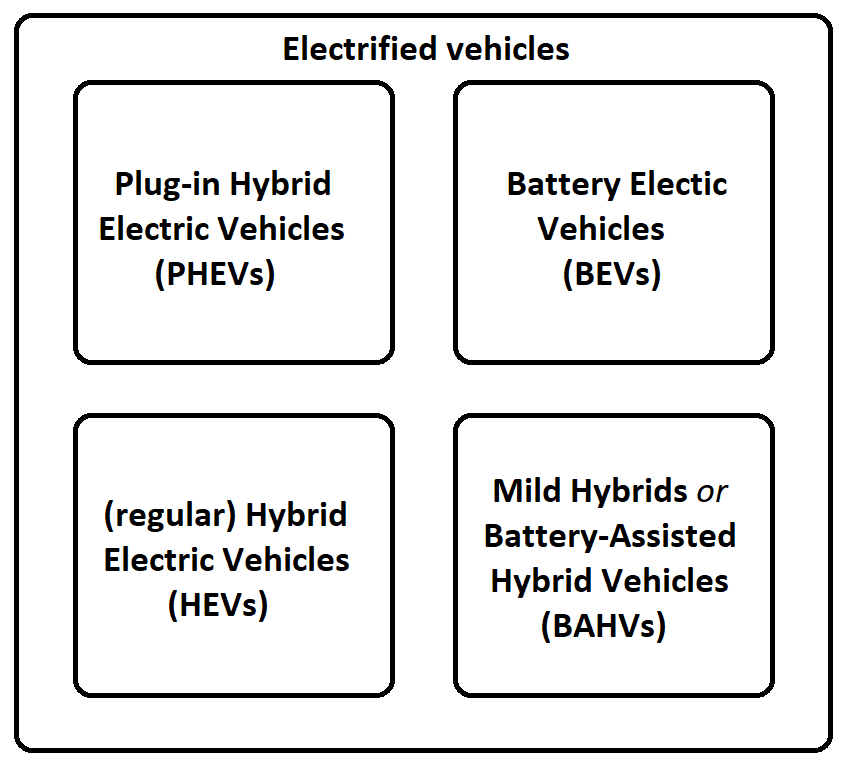
Venndiagram van elektrische voertuigen

Er zijn verschillende typen hybride auto's te onderscheiden.

### Half hybride
Half hybride auto's (ook 'mild' hybride genoemd) kunnen niet alleen op elektriciteit rijden. De elektromotor helpt de brandstofmotor voor bepaalde taken. Hierdoor wordt doorgaans 15 procent minder brandstof gebruikt binnen de stad en 8 tot 10 procent over het algemeen.
Voorbeelden van half hybride auto's zijn: Chevrolet Silverado Hybrid, Saturn Vue Green Line, Saturn Aura Greenline, LaFerrari en Malibu Hybrid. Enkele modellen van Suzuki zijn leverbaar met de 'Smart Hybrid Vehicle by Suzuki'.

### Volledig hybride
Volledig hybride auto's kunnen zowel op de elektromotor als op de verbrandingsmotor rijden. Tijdens het rijden kan van de een naar de ander worden geschakeld. De verbrandingsmotor is indirect aan de wielen gekoppeld door planetaire aandrijving samen met een elektromotor die ook als generator werkt.
Voorbeelden van volledig hybride auto's zijn: Toyota Prius, Toyota Auris, Toyota Yaris, Ford Escape Hybrid, Ford Fusion Hybrid en Lexus CT200h.

### REEV
Range Extended Electric Vehicle. Hierbij rijdt de auto altijd elektrisch. De elektriciteit wordt primair door de batterij geleverd en als die bijna leeg is wordt die weer opgeladen door een generator die wordt aangedreven door een verbrandingsmotor. De bekendste zijn de Opel Ampera en Chevrolet Volt. Daarnaast zijn er diverse voertuigen leverbaar waarbij de verbrandingsmotor als optie kan worden meegeleverd zoals de BMW i3.

### Plug-inhybride
Hiernaast bestaat er ook onderscheid tussen hybride auto's waarvan de accu op voorhand kan worden opgeladen, de zogenaamde plug-inhybride auto's, en hybride auto's waarvan de accu alleen tijdens het rijden (of remmen) wordt opgeladen. De plug-inhybrides hebben een stekker waarmee de auto, wanneer deze stilstaat, kan worden opgeladen. Dit gebeurt doorgaans bij de gebruiker thuis, maar ook in parkeergarages en bij een toenemend aantal openbare parkeerplaatsen vindt men laadpalen waar de accu van een auto kan worden opgeladen.
Voorbeelden van de volledige plug-inhybride auto zijn: Ford Escape Plug-in Hybrid, Lynk&Co 01, Prius Plug-in Hybrid en Chevrolet Volt series plug-in.
Alle hybride modellen hebben een of meer van de volgende eigenschappen:
- Als de accu leeg is, wordt deze bijgeladen door de generator die aan de verbrandingsmotor gekoppeld is.
- Bij snelle acceleraties kan de elektromotor die door de accu gevoed wordt, een tijdje bijspringen. De serie-elektromotor heeft een groot koppel bij stilstand. Daardoor kan de auto met een veel kleinere verbrandingsmotor worden uitgerust. Hij heeft toch de acceleratietijden van een grote motor.
- Bij het afremmen wordt de energie in de elektromotor die nu als generator werkt, in elektriciteit omgezet, waardoor de energie weer naar de accu terugstroomt. Dit heet regeneratief remmen. Een voorbeeld daarvan is het KERS-systeem.
- Bij sommige implementaties van de hybride auto rijdt deze elektrisch bij het achteruitrijden, in de file, in de stad of bij het parkeren.

Voor de verbrandingsmotor kan een benzinemotor of een dieselmotor gebruikt worden.

## Gebruik
De hybridetechniek is vooral nuttig als er tijdens het gebruik veel variatie is in snelheid, zoals bij stadsverkeer of file.

### Voordelen
- Minder uitstoot in het stadsverkeer. De uitstoot van de veel grotere en zwaardere Toyota Prius is even groot als de kleine Volkswagen Fox.
- Relatief laag verbruik.
- Milieuvriendelijker imago.
- In veel landen krijgen gebruikers van elektrisch aangedreven en hybride auto's voordelen in het verkeer. Bijvoorbeeld, in de VS mogen bestuurders van fossiel aangedreven auto's alleen op carpoolstroken als ze een passagier meenemen. Echter, als ze in een hybride rijden, dan mogen ze in hun eentje de carpoolstrook op.
- Ondanks de hogere aanschafprijs van een hybride is, dankzij de fiscale stimulering en de lagere brandstofkosten, de meerprijs relatief snel terugverdiend.

### Nadelen
- Grotere complexiteit bij de fabricage.
- De batterijen van een hybride auto bevatten zware metalen. Toyota neemt deze batterijen weer in na gebruik om ze te vernietigen.
- De fabricage en het slopen ervan, wordt gezien als milieuvervuilender. Volgens een rapport van het Amerikaanse CNWR zou de Toyota Prius over zijn totale levensduur vervuilender zijn dan een Hummer. Dit rapport werd bekritiseerd en het CNWR heeft later de conclusie bijgesteld met data van het 2007-2008 Prius model.[bron?] Volgens dit nieuwe rapport zijn de Prius en kleinere hybrides zuiniger dan de grote SUV's.[bron?] Tevens geeft Toyota aan zelf zorg te dragen voor opruimen of hergebruiken van de batterijen van hun hybride auto's.
- De batterijen zijn zwaar (maar er zijn er minder nodig dan bij volledig elektrisch aangedreven auto's)
- Er is extra ruimte nodig voor zowel de batterijen als de elektromotor. Hierdoor gaat er wat ruimte verloren.
- Dieselmotoren halen dezelfde prestaties als een benzinehybride, zonder extra elektromotor. Voor de luchtkwaliteit in de stad blijven dieselmotoren over het algemeen vervuilender dan hybrides.

## Modellen
Sinds 2006 zijn er verschillende modellen hybride auto's op de markt, waaronder de Toyota Prius, de Honda Civic Hybrid, Honda Insight, de Mercedes S400 Hybrid en de Lexus RX450h, LS 600h, GS 450h en CT 200h. De Toyota Prius is de eerste commercieel succesvolle hybride op de wereldmarkt.
PSA heeft een hybride dieselmotor ontwikkeld voor zowel de Citroën C4 als de Peugeot 308 en Peugeot 508.

### 2011-2012
Volkswagen heeft aangekondigd op de 2010 Geneva Motor Show met de verkoop te beginnen van de Touareg Hybrid, in 2011. VW kondigde ook aan een diesel-elektrisch hybride versie op de markt te brengen van hun meest succesvolle modellen in 2012, te beginnen met de Volkswagen Jetta, gevolgd door de Volkswagen Golf in 2013 samen met de hybride versie van Volkswagen Polo.
De Peugeot 3008 Hybrid4 kwam in het begin van 2011 op de markt. Dit is de eerste diesel-elektrisch hybride auto die beschikbaar is voor een groot publiek. Volgens Peugeot zal deze hybride een efficiëntie hebben van 3,8 l/100 km en de CO2-uitstoot zal 99 g/km bedragen.
Volvo komt in de zomer van 2013 met een V60-Hybrid-Plug in. Het is een 4x4: de dieselmotor drijft de voorwielen aan en de elektromotor de achterwielen.

### 2014
De lijst van automerken die hybride auto's produceert, neemt nog steeds toe. Daarnaast ontstaan er ook in andere autoklassen hybride auto's, bijvoorbeeld in het compacte B-segment. Hieronder een overzicht van nieuw verkrijgbare hybride modellen per mei 2014.
| Merk       | B-segment | C-segment       | D-segment            | Overige modellen                               |
| ---------- | --------- | --------------- | -------------------- | ---------------------------------------------- |
| Toyota     | Yaris     | Auris, Auris TS | Prius, Prius plug-in | Camry                                          |
| Honda      | Jazz      |                 | Insight              |                                                |
| Chevrolet  |           |                 | Volt                 |                                                |
| Citroën    |           |                 |                      | DS5                                            |
| Peugeot    |           |                 |                      | 3008 4hybrid, 508 4hybrid                      |
| Lexus      |           |                 |                      | ct200h, is300h, rxr50h, gs450h, ls600h, nx300h |
| Volkswagen |           |                 | Golf GTE plug-in     | Jetta hybride, Touareg hybride                 |
| Audi       |           |                 | A3 Sportback E-tron  | Audi A4 MHEV                                   |
| Kia        |           |                 |                      | Optima                                         |
| BMW        |           |                 |                      | 3reeks, 5reeks, 7reeks hybride                 |
| Porsche    |           |                 |                      | Panamera hybride, 918 Spyder                   |
| Volvo      |           |                 | V60                  | XC-90 T8                                       |
| Fisker     |           |                 |                      | Karma                                          |
| McLaren    |           |                 |                      | P1                                             |
| Mitsubishi |           |                 |                      | Outlander PHEV                                 |
| Ferrari    |           |                 |                      | LaFerrari                                      |

## Aantallen
Volgens het CBS reden er op 1 januari 2008 in Nederland 11.300 hybride wagens op de weg, op 1 januari 2009 waren dat er ruim 23.000. De toename is volgens het CBS voor een belangrijk deel toe te schrijven aan de zakelijke rijders (stijging van 3500 tot 12.300). De populariteit is een gevolg van de lagere bijtelling die geldt voor zuinige auto´s.
De grootste markt van hybride auto's is de Verenigde Staten waar 1,6 miljoen hybride auto's waren geregistreerd in totaal in december 2009 [9].
De tabel hieronder geeft de groei van hybride auto's in Nederland aan.
| Aantal hybride auto's in Nederland | Aantal hybride auto's in Nederland | Aantal hybride auto's in Nederland | Aantal hybride auto's in Nederland |
| Jaar                               | Bedrijfsleven                      | Particulieren                      | Totaal                             |
| ---------------------------------- | ---------------------------------- | ---------------------------------- | ---------------------------------- |
| 2008                               | 3.500                              | 7.800                              | 11.300                             |
| 2009                               | 12.300                             | 11.000                             | 23.300                             |
| 2010                               | 23.400                             | 15.900                             | 39.300                             |